# Florian Sawiczewski
Florian Sawiczewski (ur. 4 maja 1797 w Krakowie, zm. 1 września 1876 w Krakowie) – polski farmaceuta, chemik i lekarz.

## Życiorys
Profesor i rektor Uniwersytetu Jagiellońskiego (w roku akademickim 1851/1852). Był też w latach 1838–1841 dziekanem Wydziału Lekarskiego, członkiem Towarzystwa Naukowego Krakowskiego, a od 1872 członkiem nadzwyczajnym Akademii Umiejętności w Krakowie.
Twórca i redaktor "Pamiętnika Farmaceutycznego Krakowskiego", który wydawał własnym nakładem w latach 1834–1836. Wprowadził farmakognozję jako osobny przedmiot wykładowy. Był właścicielem Apteki Pod Słońcem.
Zmarł w Krakowie. Został pochowany na cmentarzu Rakowickim w Krakowie, pas 15, grób rodzinny.

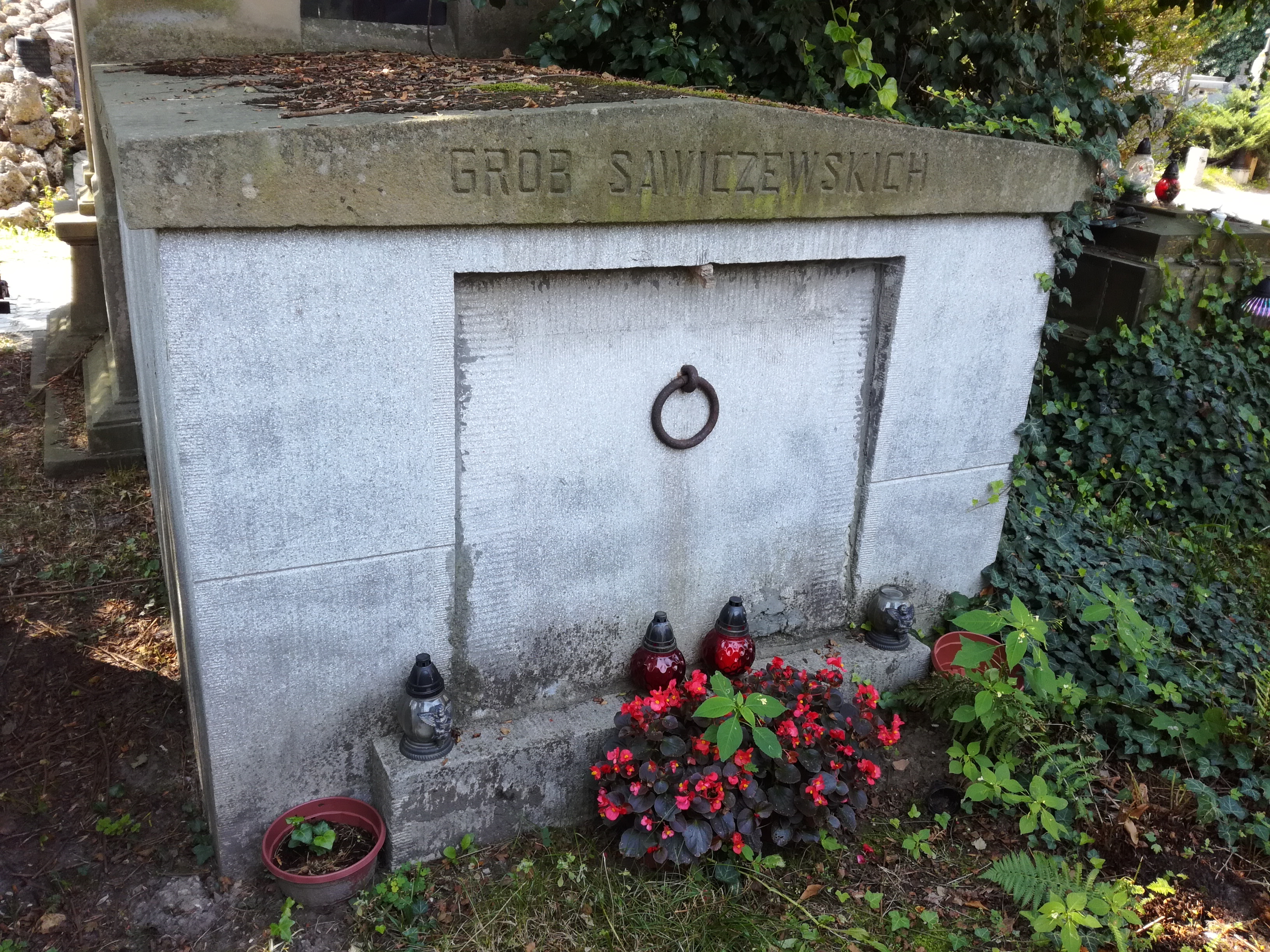
Grób rodziny Sawiczewskich na cmentarzu Rakowickim w Krakowie